# Trociniak (budynek)
Trociniak – prymitywny drewniany budynek mieszkalny, charakterystyczny głównie dla okresu międzywojennego. 

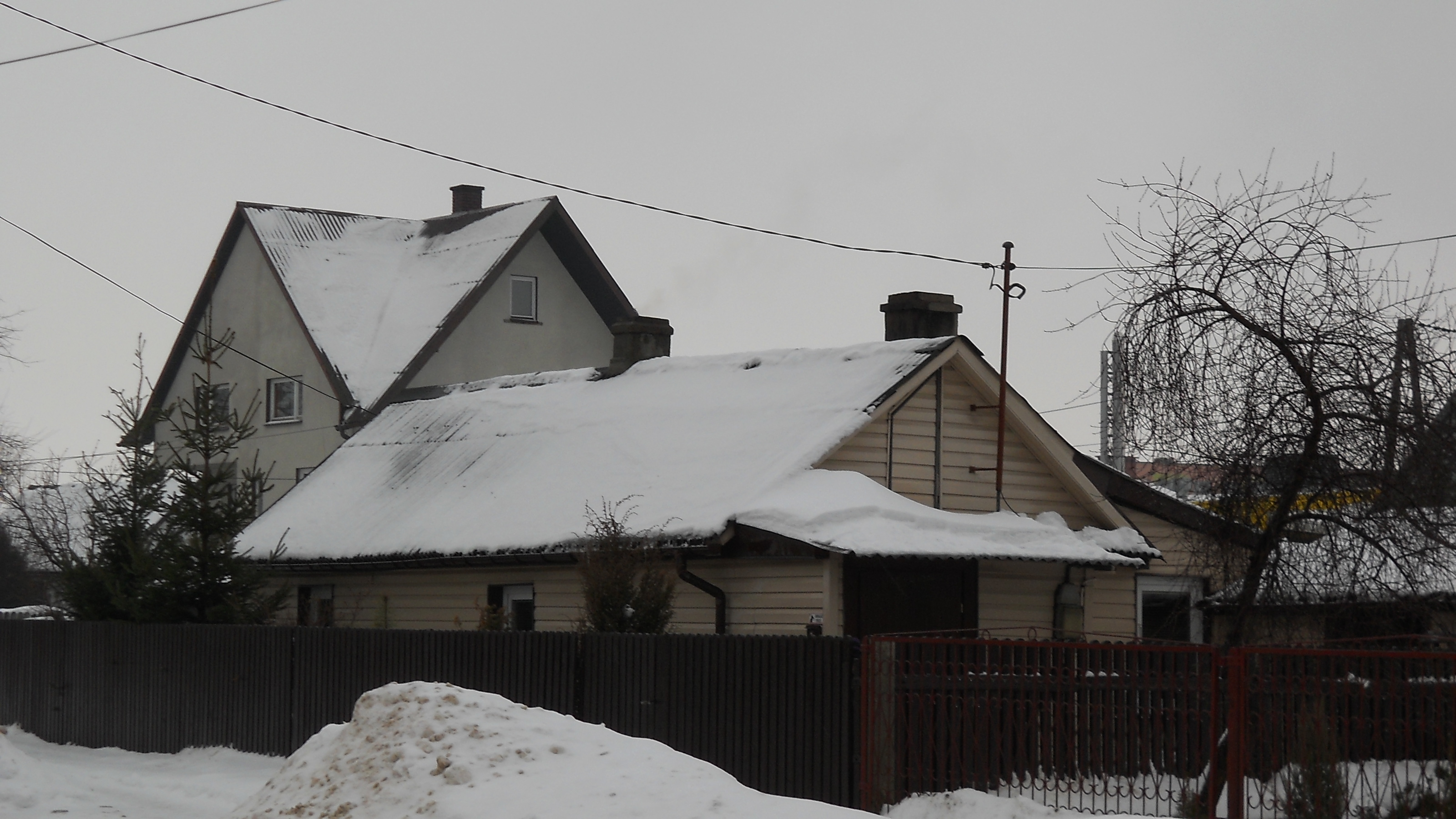
Jeden z trociniaków w Hajnówce (ul. 11 listopada).

## Konstrukcja
Zasadniczą konstrukcję stanowiły kantówki obite z obu stron deskami (wewnątrz oheblowanymi), na zewnątrz obladrami - odciętymi z pala drewna deskami bocznymi, z jednej strony płaskie, z drugiej zaokrąglone. Przestrzeń między deskami wypełniono ubitymi trocinami zmieszanymi z palonym wapnem zapobiegającemu wilgoci,odstraszającemu gryzonie. Do ocieplania na zimę zewnętrznych ścian stosowano tzw. ogacanie: około 30-centymetrową przestrzeń między ścianą a prowizoryczną konstrukcją z desek wysokości jednego metra wypełniano leśnym igliwiem.
Domy takie budowano głównie w miejscowościach położonych przy terenach leśnych, gdzie dostęp do drewna był obfity np. w Hajnówce, gdzie budynki takie istnieją do dziś między innymi na dzielnicy Placówka.